# Hekari United Football Club (féminines)
Maillots
La section féminine du Hekari United Football Club est un club papouan-néo-guinéen féminin de football basé à Port Moresby.

## Histoire
Hekari United termine deuxième de la conférence sud de WNSL en 2021 et se qualifie pour les play-offs, mais le championnat est arrêté à cause de la pandémie de Covid-19.
En 2022, Hekari United remporte la première édition de la WNSL, le championnat de Papouasie-Nouvelle-Guinée, en terminant la saison invaincu et en battant le Bara FC en finale (4-1). Le club représente donc son pays lors de la toute première Ligue des champions féminine de l'OFC en 2023. Hekari termine deuxième derrière l'AS Academy.
Lors de la Ligue des champions 2024, Hekari perd en finale 1-0 face aux Néo-Zélandaises d'Auckland United.
Hekari remporte le championnat 2024-2025 en écrasant les Lae City Dwellers en finale (7-0). Le club perd ensuite à nouveau en finale de Ligue des champions face à Auckland United, sur le même score de 1-0.